# جيت سكي

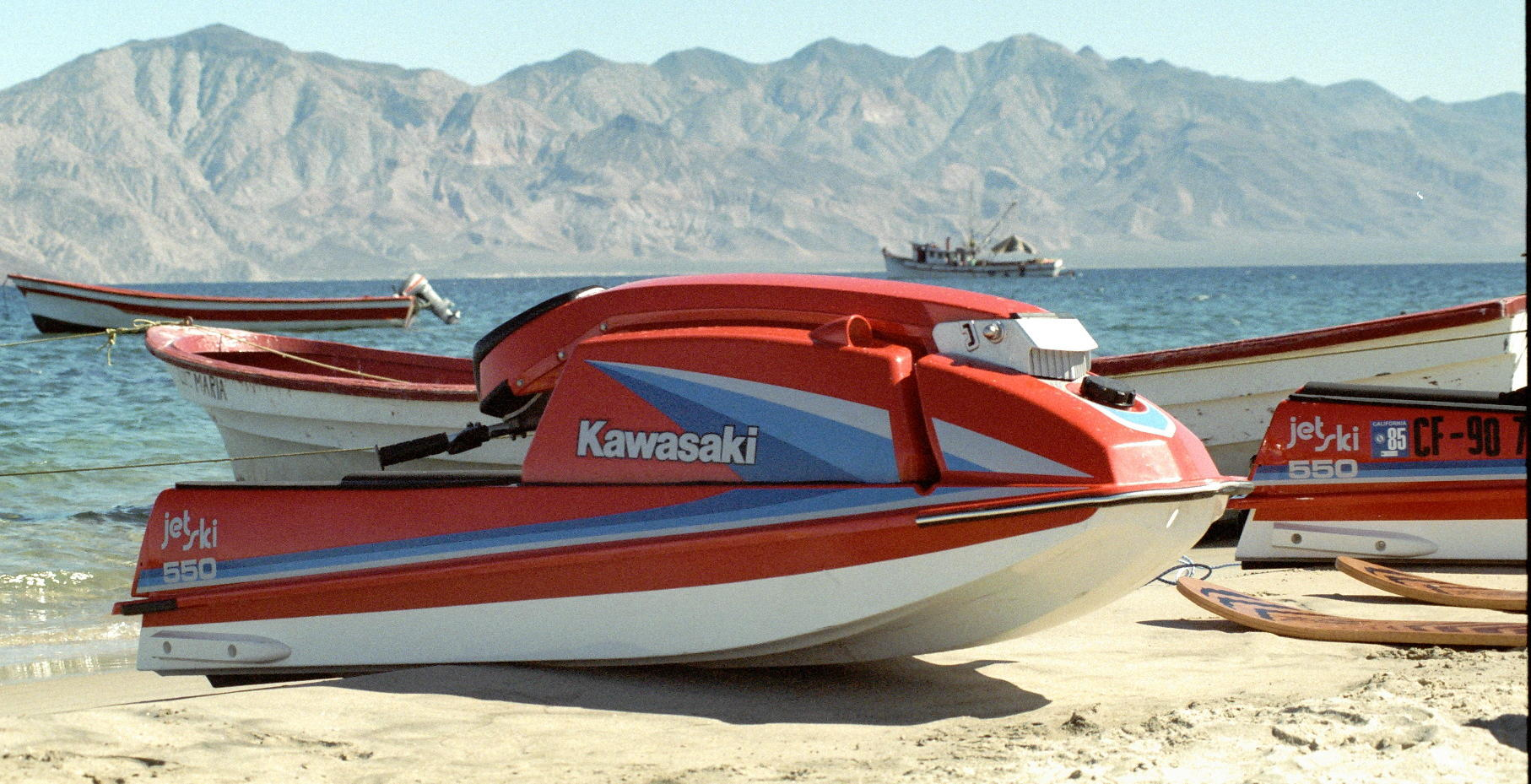
1985 كَوَساكي 550 جيت سكي

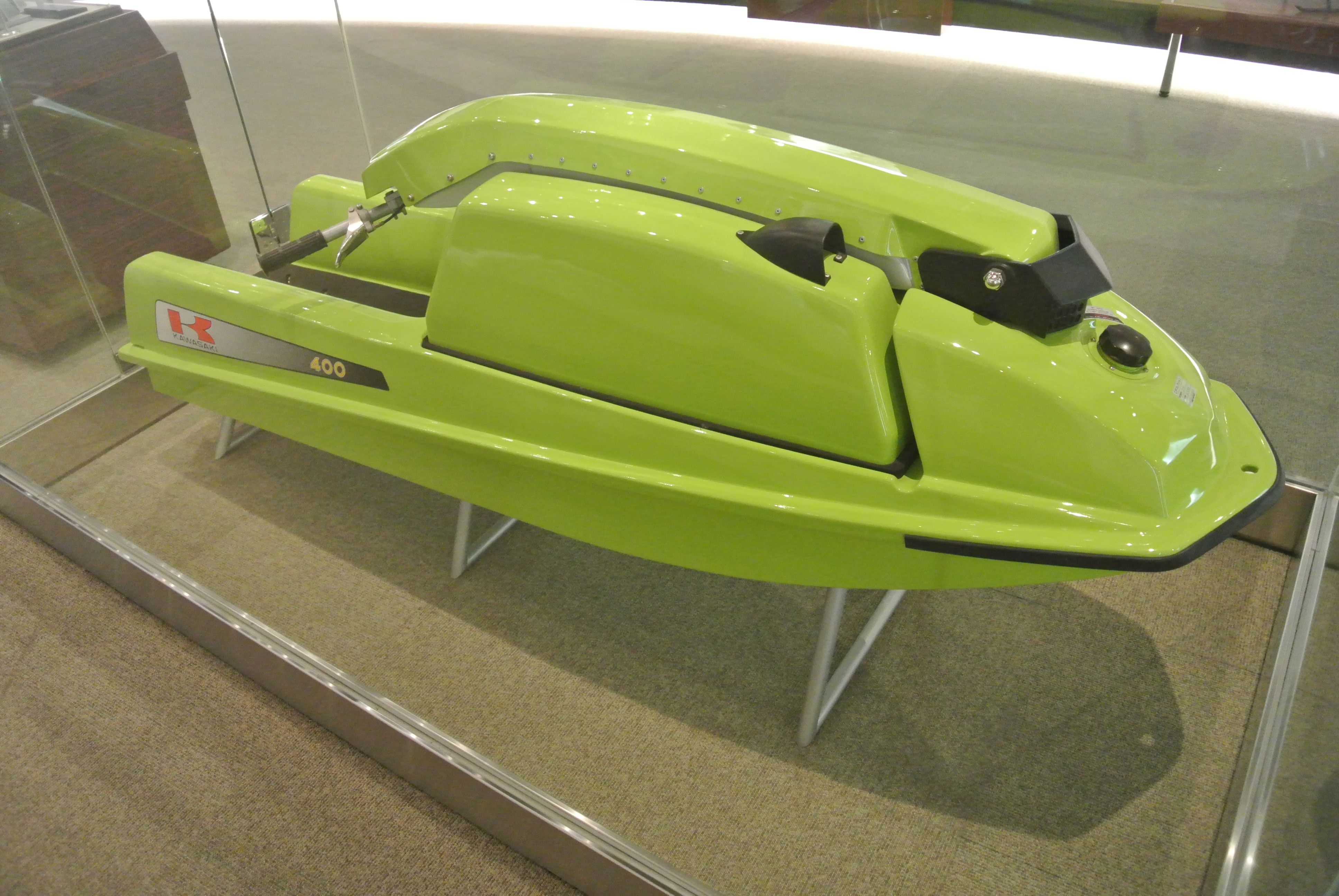
جيت سكي كَوَساكي JS400 الأصلية 1973

جيت سكي (Jet Ski) هو الاسم التجاري لدباب البحر التي تصنعها شركة كَوَساكي، وهي شركة يابانية. غالبًا ما يستخدم المصطلح بشكل عام للإشارة إلى أي نوع من أنواع المراكب المائية الشخصية المستخدمة للترفيه بشكل أساسي، كما يُستخدم أيضًا كفعل لوصف استخدام أي نوع من أنواع الدراجات المائية الشخصية. والقارب الدوار هو الطراز النمطي والذي يحمل 1-3 أشخاص يجلسون في ترتيب مثل دراجة نموذجية أو دراجة نارية.

## مزلجة كوساكي
«جيت سكي» هو اسم علم وعلامة تجارية مسجلة لشركة كَوَساكي. كانت المزلجة هي أول مركبة مائية شخصية ناجحة تجاريًا في أمريكا، بعد أن تم إطلاقها في عام 1972 (بعد التوصل إلى اتفاقية ترخيص مع مخترع سي دوو ، كلايتون جاكوبسون الثاني عندما انتهت اتفاقية الترخيص الخاصة به مع بومباردير ).  كانت مزلجة كَوَساكي الوحيدة الناجحة تجاريًا منذ ما يقرب من 16 عامًا، من تقديم جمعية خدمات المياه في أستراليا في أكتوبر 1972خلال إعادة تقديم بومباردير سي دو في عام 1988. 
 

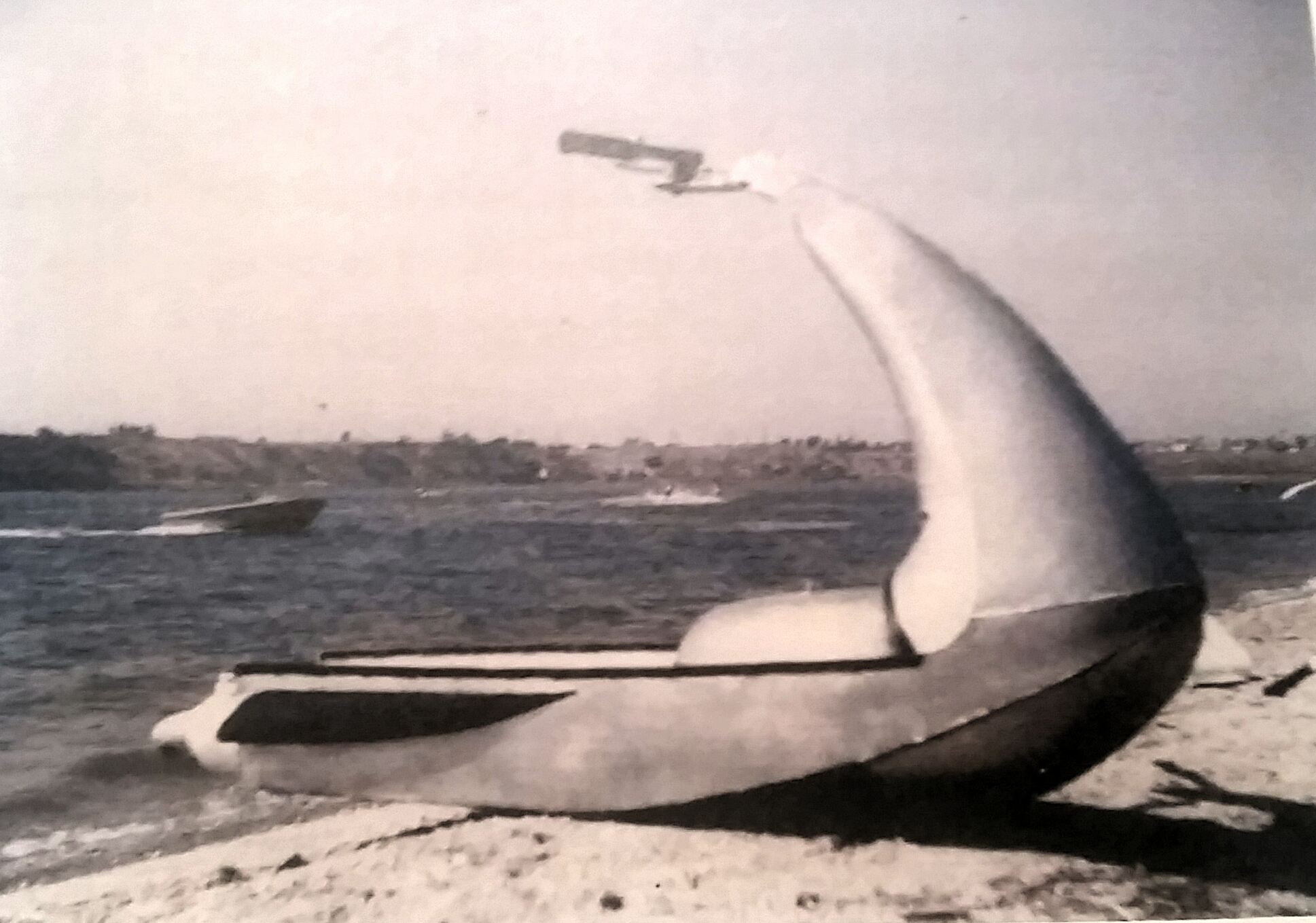
النموذج الأول للوقوف

ساعدت كَوَساكي من خلال تقديم المزلجة المائية، بالتعاون مع شركات ما بعد البيع، في إنشاء جمعية قوارب جيت سكي. تم تغيير الاسم إلى الاتحاد الدولي للقوارب الرياضية النفاثة عام 1982. في البداية. بعد أن أدخلت كَوَساكي نمط القارب السريع (X2) في عام 1986، اكتسبت فئتها الخاصة، وأعيدت تسميتها لاحقًا بـ «فئة الرياضة». 

## تاريخ نموذج الوقوف

### 1972-1976
تقدم كَوَساكي أول نموذج وقوف في أكتوبر 1972. ومدعوم من جمعية خدمات المياه في أستراليا ومتابعة رابطة ولاية واشنطن لأصحاب القوارب من تعديل محرك الشوطين بسعة محرك 400CC . تم تصميم طراز (WSAA) بهيكل مسطح وجاء طراز (WSAB) بتصميم مقعر. كانت مفاهيم التصميم المميزة لهذه الحرفة الأصلية عبارة مضخة نفاثة مغلقة تماماً لميزات الأمان والتصحيح الذاتي والدوران الذاتي. سمح الدوران الذاتي للراكب بالسباحة مرة أخرى إلى المركب الخامل بعد السقوط. أطلق عليها كَوَساكي اسم «ويت جيت» و«بور سكي» قبل أن تستقر على اسم «جيت سكي».

### 1976-1982
حظي طراز (JS400) لعام 1976 بشعبية كبيرة بين الدراجين والمتسابقين الذين يبحثون عن الإثارة. قدم نموذج عام 1977 (JS440) المزيد من القوة والأداء. كانت واحدة من أكثر النماذج شركة كَوَساكي مبيعاً. في عام 1982، استجابت كَوَساكي لطلب السوق لمزيد من الأداء في طراز (JS550). يتميز الطراز (550) بمضخة تدفق مختلط عالية السعة مصممة حديثًا مدفوعة بمحرك أكثر قوة 531cc. قدم المحرك 550 محدد سرعة أوتوماتيكيًا لمنع تلف المحرك عند تجويف المضخة.

### 1982-1986
واصلت كَوَساكي تحسين طراز (JS550) في التسعينيات، وأضافت طراز (JS300) إلى خط إنتاجها عام 1986، وهو محرك ثنائي الأشواط بسعة محرك 294cc ذو أسطوانة واحدة يتميز بخلط الوقود تلقائيًا. كما أضافوا طراز (650 X2)، أول جت سكي «جلوس»، ومنشئ الفئة الرياضية لسباقات PWC.

### 1987-1992
تقدم كَوَساكي طراز (JS650SX) المعاد تصميمه بالكامل. والذي يتميز بمضخة تدفق محورية ذات سعة أعلى ومحرك قوي ثنائي الأشواط بسعة 635cc في تصميم على شكل حرف (V) معدّل لزيادة القدرة على المناورة والاستقرار.
في عام 1992، قدمت الشركة نموذج الوقوف (JS750-A). كان المحرك عبارة عن أسطوانة مزدوجة بسعة 743cc ثنائي الأشواط مع صمامات أنبوبية وحقن زيت أوتوماتيكي. كان الهيكل المعاد تصميمه أخف وزنًا وأكثر قدرة على المناورة. قدم 750 عادمًا تحت الماء لتشغيل أكثر هدوءًا في نموذج الوقوف لكَوَساكي.

### 1995
تم تقديم نموذج 750 SXi (JS750-B) عام 1995، وأصبح أول جت سكي مع مكربن مزدوج.

### 2003
تقدم كَوَساكي نموذج SX-R 800 (JS800A)، والذي زاد الإزاحة إلى 781cc ، في شكل محرك ثنائي الأشواط يولد قوة 80 حصانًا. انتقل نموذج (SX-R) أيضًا إلى جسم من البلاستيك المقوى بالألياف الزجاجية (FRP) وسطح علوي.

### 2011
نظراً لقيود وكالة حماية البيئة الأمريكية، أصدرت شركة كَوَساكي نموذج الوقوف الأخير ذو الشوطين، والعام الأخير لنموذج (JS800 SX-R)، للتعرف على 37 عامًا من تاريخ نموذج وضع الوقوف ل«جيت سكي». كان تعيين النموذج هو (JS800ABF)، مع سعر التجزئة المقترح من الشركة المصنعة بقيمة 7899.00 دولارًا.

### 2017
في 6 أكتوبر 2016، أعادت كَوَساكي تقديم «جيت سكي». 8 قدم 9 بوصة، 550+ رطل. شارك نموذج (SX-R 1500) في القليل من سباقات الشركة. مدعومًا بمحرك رباعي الأشواط بقوة 160 حصانًا، وصف أحد المؤلفين نموذج (SX-R) بأنها «فقدت بعضاً من مرح نماذج الوقوف في وقت مبكر». يحمل النموذج 6.1 جالونًا من الوقود، ويبلغ طوله 104.5 بوصة وعرضه 30.1 بوصة وارتفاعه 33.1 بوصة.

## النماذج
أنتجت شركة كَوَساكي نماذج مختلفة من «جيت سكي» بدءاً من نموذج (JS400) وحتى نموذج (JS1500) الحالي.

### 2003 JS800A
تم تقديم نموذج (800 SX-R) لعام 2003، وظل دون تغيير حتى توقف في عام 2011.

#### محرك
- الاسم الشائع: 800 SX-R
- الإزاحة: 781cc، اسطوانة مضمنة-2، ثنائي الأشواط
- القطر × الشوط: 82 × 74 ملم
- نسبة الضغط: 7.2: 1
- إنتاج الطاقة المقدرة: 80 حصان، 59.7 كيلوواط
- ثنائي الكربوهيدرات (Mikuni SBN40) مع صمامات القصب
- نسبة الخلط، الغاز / الزيت: 50: 1
- أقصى استهلاك للوقود (جالون أمريكي / ساعة): 7.7
- النطاق عند الخانق الكامل: 0.6 ساعة
- شمعة الإشعال: BR8ES Solid (NGK 3961)
- محدد دورة في الدقيقة: 8000 دورة في الدقيقة

#### الهيكل
- سعة الوقود (جالون): 4.5
- الطول (في): 90.6
- العرض (في): 28.7
- الارتفاع (في): 28.9
- الوزن، جاف (رطل): 369.9
- نسبة النزوح (cc) إلى الوزن: 2.11
- السرعة القصوى (ميلا في الساعة): 47
- المكره: 3 شفرات من الفولاذ المقاوم للصدأ

## الشركات المصنعة الأخرى لنماذج الوقوف
في عام 1990 قدمت ياماها نموذج «سوبر جيت» والذي تم تصميمه بالتشاور مع كلايتون جاكوبسون الثاني. كان عام 2020 آخر عام لطراز محرك ثنائي الأشواط، وتتميز طرازات 2021 بمحرك رباعي الأشواط.
في 1994-1995، قدمت ياماها طراز (FX-1)، وكان إنتاجه والذي بلغ 1500 وحدة.
في عام 2004 قدمت بومباردييه نموذج سي دو ثلاثي الابعاد. لسوء الحظ، لكن كان له تاريخ مشؤوم ولم يتم بيعها إلا كطراز 2005-2007.
ينتج العديد من المصنّعين مجموعة من النماذج الوقوف المنافسة لمراكز ما بعد البيع.

## روابط خارجية
- الموقع الرسمي

Jet Ski Rental Abu Dhabi